# サザコーヒー
株式会社サザコーヒー（英: SAZA COFFEE Co., Ltd.）は、茨城県ひたちなか市に本社を置くコーヒー栽培業者・製造業者・販売業者。コロンビアコーヒー生産者連合会会員。

## 概要
もとは1942年創業の劇場運営会社で茨城県ひたちなか市（旧勝田市）に映画館を運営する傍ら1969年に喫茶業を始めたのが始まり。自社のコーヒー農園を展開しており、1998年にはコロンビアのカウカ県にサザコーヒー農園を開設した。2008年（平成20年）以後に高級豆であるゲイシャ（パナマ・ゲイシャ・エスメラルダ・マリオ）を取り扱うことで国内外で評価を高め、ひたちなか市の本店と東京都の丸の内KITTE店では一杯3000円のパナマ・ゲイシャが販売されている。

## 沿革
- 1942年（昭和17年）10月12日 - 映画館の勝田宝塚劇場株式会社設立[4]。代表取締役社長は鈴木富治[4]。
- 1955年（昭和30年） - 鈴木興業株式会社設立[4]。代表取締役社長は鈴木富治[4]。
- 1969年（昭和44年）12月19日 - 珈琲店の且座（さざ）開店[4]。コーヒーの関連業務を始める。
- 1972年（昭和47年） - 代表取締役社長に鈴木誉志男が就任。
- 1974年（昭和49年） - コーヒーの自家焙煎を始める。
- 1989年（平成元年） - 本社本店が落成[4]。本店内にギャラリーサザ開館[4]。
- 1991年（平成03年） - 株式会社サザコーヒーへ社名を変更。
- 1992年（平成04年） - 代表取締役社長に鈴木美知子が就任。
- 1996年（平成08年） - コロンビアで5 haの農園を購入 Finca Saza Coffee（サザコーヒー農園）開園[4]。
- 2004年（平成16年） - 徳川慶喜がフランス公使らにふるまったコーヒーを再現した「将軍珈琲」を商品化[5][6]。
- 2005年（平成17年）10月1日 - 品川駅の駅ナカにエキュート品川店を開店[4]。
- 2008年（平成20年）1月24日 - コロンビアの 直営農園で育種事業開始。
- 2011年（平成23年）7月18日 - 東日本大震災で被災した大洗町の大洗シーサイドステーションに出店[4]。
- 2011年（平成23年）10月26日 - コロンビアで トレス エドガリート農園 21 ha 開園[4]。
- 2014年（平成26年）10月1日 - 茨城大学図書館のリニューアルと同時に茨城大学（水戸キャンパス図書館）ライブラリーカフェを出店[4]。
- 2018年（平成30年）7月13日 - 東京駅前の東京中央郵便局（JPビル）KITTE丸の内に出店。
- 2018年（平成30年）10月1日 - 筑波大学平砂地区に筑波大学アリアンサ店を開店。
- 2019年（令和元年） - 株式会社サザコーヒー（喫茶店経営部門）と株式会社サザコーヒーHD（コーヒー豆製造販売部門）に分社。
- 2020年（令和02年） 6月19日 - 代表取締役社長に鈴木太郎が就任。
- 2021年（令和03年） - 渋沢栄一が飲んだコーヒーを再現した「渋沢栄一 仏蘭西珈琲物語」を商品化[5][6][7]。
- 2022年（令和04年） - 新橋駅の駅ナカ（改札外）に新橋SL店を開店。
- 2023年（令和05年） - 東京農業大学世田谷キャンパスに東京農大店開店。
- 2024年（令和05年）10月1日 - 株式会社サザコーヒーHD から 株式会社サザコーヒーロースターに社名変更[8]

## 主な商品
- サザブレンド - モンドセレクション金賞
- 高輪珈琲 - エキュート
- 将軍珈琲 - 徳川慶朝、徳川慶喜

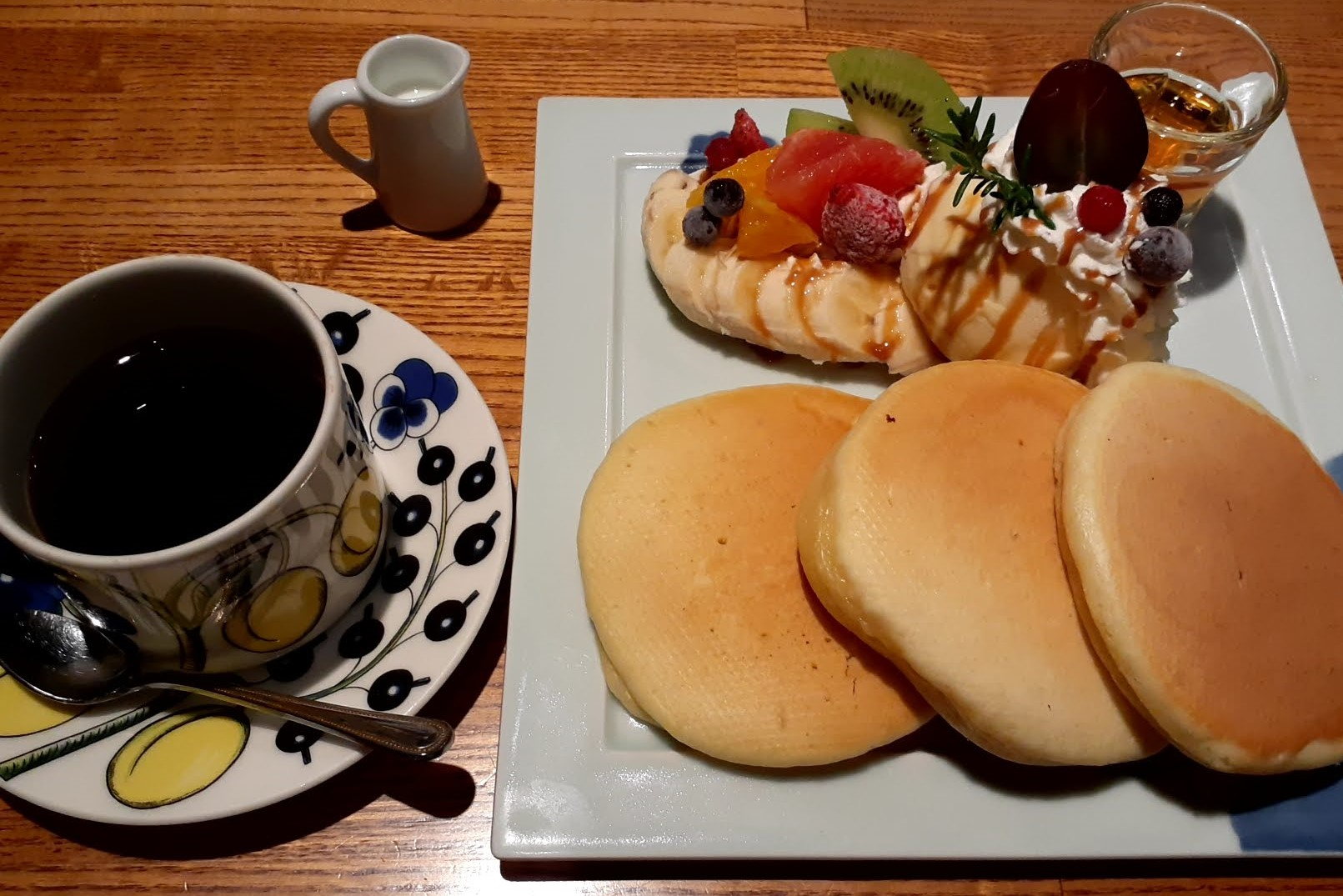
コーヒーとパンケーキ

- コーヒー豆チョコ - モンドセレクション特別金賞、国際品質賞
- サザカップオン - モンドセレクション金賞
- パナマゲイシャ - ベストオブパナマ

## サザコーヒーの事業所
| サザコーヒー11店舗          | 茨城県                |                                         |
| --------------------------- | --------------------- | --------------------------------------- |
| サザコーヒー 本店           | ひたちなか市          | 共栄町 8-18                             |
| 勝田駅前店                  | ひたちなか市          | JR常磐線 勝田駅前                       |
| 水戸駅店                    | 水戸市                | JR水戸駅 駅ビル3F エクセルみなみ 改札階 |
| 水戸京成百貨店店            | 水戸市泉町            | 水戸京成百貨店 4F ふきぬけ広場          |
| 水戸芸術館店                | 水戸市五軒町          | 水戸芸術館                              |
| 茨城大学 ライブラリーカフェ | 水戸市文京            | 茨城大学 文京キャンパス図書館           |
| TUTAYA 水戸南店             | 水戸市                | イオンタウン水戸南                      |
| 茨城県庁店                  | 水戸市                | 茨城県庁 11F ふきぬけ広場               |
| 大洗店                      | 東茨城郡大洗町        | 大洗シーサイドステーション              |
| つくば駅前店                | つくば市              | TXつくば駅 駅前                         |
| 筑波大学アリアンサ店        | つくば市              | 筑波大学 平砂地区                       |
| サザコーヒー1店舗           | 埼玉県                |                                         |
| エキュート大宮店            | さいたま市            | JR大宮駅 エキナカ エキュート大宮        |
| サザコーヒー5店舗           | 東京都                |                                         |
| エキュート品川店            | 港区高輪              | JR品川駅 エキナカ エキュート品川        |
| KITTE 丸の内店              | 千代田区丸の内        | 東京中央郵便局JPビル KITTE丸の内        |
| 新橋SL店                    | 港区新橋              | JR新橋駅 エキナカ エキュート新橋        |
| 東急二子玉川店              | 世田谷区二子玉川      | ライズSC B1F 東急フードショー           |
| 東京農大店                  | 世田谷区桜            | 東京農業大学 国際センター1F             |
| サザコーヒー農園            | コロンビア            | 2農園                                   |
| サザコーヒー 農園           | カウカ県 ティンビオ市 | Finca SAZA COFFEE                       |
| トレスエドガリート 農園     | カウカ県 ティンビオ市 | Finca tres Edgaritos                    |
| サザコーヒー工場            | 茨城県                | 3工場                                   |
| サザコーヒー高場工場        | ひたちなか市          | コーヒー焙煎加工                        |
| サザコーヒー第二工場        | ひたちなか市          | 製品開発                                |
| サザぱん                    | ひたちなか市          | パンケーキ工場                          |

## テレビ番組
- 日経スペシャル カンブリア宮殿 地方発　奇跡のコーヒー店 理想のコーヒーを追求する親子の感動物語（2019年1月17日、テレビ東京）[9]